# Macromitrium goniorrhynchum
Macromitrium goniorrhynchum là một loài rêu trong họ Orthotrichaceae. Loài này được (Dozy & Molk.) Mitt. mô tả khoa học đầu tiên năm 1859.